# Abiul
Abiul é uma povoação portuguesa sede da Freguesia de Abiul do Município de Pombal, freguesia com 53,16 km² de área e 2236 habitantes (censo de 2021), e, por isso, uma densidade populacional de 42,1 hab./km².

## Demografia
A população registada nos censos foi:
| Distribuição da População por Grupos Etários | Distribuição da População por Grupos Etários | Distribuição da População por Grupos Etários | Distribuição da População por Grupos Etários | Distribuição da População por Grupos Etários |
| -------------------------------------------- | -------------------------------------------- | -------------------------------------------- | -------------------------------------------- | -------------------------------------------- |
| Ano                                          | 0-14 Anos                                    | 15-24 Anos                                   | 25-64 Anos                                   | > 65 Anos                                    |
| 2001                                         | 370                                          | 328                                          | 1463                                         | 929                                          |
| 2011                                         | 251                                          | 247                                          | 1243                                         | 988                                          |
| 2021                                         | 178                                          | 172                                          | 969                                          | 917                                          |

## História
Foi vila e sede de concelho, constituído apenas por uma freguesia, entre 1167 e 1821.
Esta vila encontra-se situada num vale verdejante cercado de outeiros no sopé da Serra do Sicó. Pela freguesia passa a ribeira do Seiçal.O período de maior esplendor desta vila foi alcançado entre os finais do século XIII e meados do século XVIII.
Os vestígios mais antigos de ocupação do território, datam dos tempos visigóticos, os quais ainda são bem visíveis nas vergas das portas exteriores laterais da sua Igreja Matriz, teria então nessa altura o nome de "Villa" Abizoude.
A localidade foi baptizada nome actual, Abiul, aquando da atribuição da sua primeira carta foral no ano de 1167, outorgada por El-Rei D. Afonso Henriques ao seu aio Diogo Peariz e à sua esposa D. Examena. O nome Abiud aparece ainda num documento que data do ano 1206, tendo sido o mesmo dado em homenagem ao patriarca bíblico, da Casa de David.
Poucos anos depois, o casal faleceu sem deixar quaisquer descendentes, revertendo então a vila para a coroa. No ano de 1175, o Rei D. Afonso I, na sua carta testamentária, faz doação da mesma ao Mosteiro de Lorvão, na pessoa do abade D. João.
Nos meados do século XIII, uma parte do senhorio da vila é então alienado aos ascendentes de André da Silva Coutinho (parente dos Duques de Aveiro), após o falecimento deste, toda a vila ficaria sob a posse da Casa de Aveiro.
É a partir daqui que se regista o gradual crescendo de importância da vila, o qual irá durar, quase cinco séculos. Com o empenho dos duques de Aveiro a vila cresce rapidamente o que leva o Rei D. Manuel I a conceder-lhe nova carta foral a 14 de Julho de 1515. É então dotada, com uma câmara que tem três vereadores, um Procurador do Concelho e um Escrivão da Câmara. Uma cadeia, tabelião, 2 Juízes Ordinários, juiz de cabeça de julgado que acumula a parte Judicial, Notas e Órfãos. Um Escrivão de Notas, um Escrivão das Sizas que as vai lançar o Provedor de Tomar e no Crime pertence ao Ouvidor de Montemor-o-Velho.
A vila era também uma circunscrição territorial, possuía um capitão-mor com duas companhias de ordenanças.
Os duques fazem também construir um hospital, igrejas, capelas e instituem a Misericórdia.
Nos anos de 1561 e 1562, desenvolveu-se na vila uma grande peste, a qual causou a morte a centenas de habitantes, tendo sido nesta altura que os seus moradores fizeram um voto, o qual consistia numa grande festa à sua padroeira Nossa Senhora das Neves, e na qual se registava uma cerimónia que atraía muitos forasteiros no primeiro domingo de Agosto, festa conhecida por Festas do Bodo.
No largo onde existia a praça de touros existe um grande forno, o qual se acendia na sexta feira antecedente ao dia da festa, estando o mesmo a arder até ao domingo, dia da festa, e em que se gastavam 12 a 13 carros de bois de lenha, no domingo era então metido no seu interior um bolo (fogaça) no qual se gastavam 10 a 12 alqueires de trigo.
Realizava-se uma procissão desde a Igreja até ao forno, em que o Juiz designado para dar a volta ao Bolo, fazia a mesma de costas durante todo o trajecto, junto do andor da padroeira. Antes de entrar no forno, o Juiz com chapéu armado retirava da mão da padroeira um cravo. Entrava no forno com o cravo preso nos dentes e dava três voltas no seu interior, contanto que estivesse preparado com os sacramentos da confissão e comunhão e saía do mesmo, sem ter sofrido quaisquer queimaduras. Tudo isto se passava sob o olhar da imagem da Virgem, colocada em frente ao forno. Esta tradição foi mantida até ao ano de 1913.
É na era seiscentista que aparece a praça de touros, considerada hoje a mais antiga do País. Era dotada de um redondel murado com pedra firme, estando os curros e os alçados das bancadas seguros por grossos troncos de pinheiro. Aquando da realização da tourada, as ruas circundantes eram vedadas por carros de bois e toros de pinho.
As lides foram realizadas nesta praça até ao ano de 1898, ano em foi substituída por uma outra praça, construída com os fundos de uma cotização dos seus habitantes. A nova praça era moderna e adaptada às exigências da lide tauromáquica e foi construída noutro local da vila,  encontra-se no mesmo local, actualmente.
Em 1766 registou-se um episódio curioso, com o bispo de Coimbra, D. Frei Miguel da Anunciação, tendo o mesmo excomungado as touradas de Abiul que se realizavam no dia de celebração das festas em honra do seu orago, Nossa Senhora das Neves. Esta situação provocou um grande diferendo com a população desta vila, o qual apenas foi debelado por um despacho de el-Rei D. José I, no dia 27 de Agosto de 1769, pronunciou el-Rei que: "…para não faltar ao costume e devido culto, que nesta posse se conservam desde tempos que excede a memória dos homens, presidindo a Câmara a todos os actos desta festividade, porém que neste presente ano sucederá que julgando Vós não ser decente outro festejo que não fosse o da Igreja, pretendestes estabelecer que não houvesse touros, nem os costumados divertimentos que vêm em consequência deles… sou servido declarar-vos, que tão dissonante é impedirdes a festa que costuma fazer naquela igreja a Câmara e o povo de Abiul, com excesso e abuso da vossa jurisdição e ministério é proibir directa ou indirectamente os touros e que a uma ou outra coisa vos deveis abster…", com esta decisão os touros continuaram a ser lidados nos dias de festa em honra da sua padroeira.
No ano de 1758, na noite de 3 para 4 de Setembro, D. José I é vítima de um atentado. Entre os implicados no crime encontrava-se D. José de Mascarenhas, duque de Aveiro e mordomo-mor da casa real, senhor da vila de Abiul. Foi condenado à morte, no dia 12 de Janeiro de 1759 tendo todos os bens da Casa de Aveiro sido confiscados pelo Reino, entre os quais se encontrava a vila de Abiul. A vila é então vendida em hasta pública.
No ano de 1801 a vila tem 1 771 habitantes.
A partir daí, a vila decaí de importância, e com as Invasões Francesas no ano de 1811, que saquearam e incendiaram a mesma e a peste que então ocorreu, sofreu uma machadada final.
Em 1821 com a reestruturação territorial realizada no Reino, é então extinto o julgado e o concelho de Abiul e no ano de 1870 a Misericórdia é anexada à de Pombal.

## Toponímia
A origem do nome actual desta localidade é objecto de disputa, sendo que há quem defenda que se trata de um topónimo de etimologia mista do moçárabe e do latim, justapondo os étimos abu (pai) e Iulii (Júlio), significando portanto «pai de Júlio». Não é invulgar a existência de topónimos coevos aos de Abiul, que conjugam termos de moçárabe com o latim.
No entendimento de outros autores, o topónimo parece ser corrupção de Abiud, nome hebraico.

## Localidades
- Abelheira
- Abiul
- Aldeia do Rio
- Almezinha
- Altos
- Amieira
- Aroeiras
- Azenha
- Berbolga
- Boiças
- Brejos
- Brinços
- Campodónio
- Cancelinha
- Cardais
- Carrapia
- Carrascal
- Casais Novos
- Casalinho
- Castelo
- Corujeiras
- Costa das Casinhas
- Cumeada
- Fontainhas
- Fonte da Gota
- Fonte da Praceta
- Gaiteiro
- Gesteira
- Lagoa das Ceiras
- Lagoa de Santa Catarina
- Lameirinha
- Lapa
- Loureira
- Maçãs
- Mata da Pregueira
- Milhariças
- Portela do Fojo
- Portela do Sobral
- Ramalhais
- Rebolo
- Ribeira de Ansião
- Sobreira
- Tissuaria
- Valdeira
- Vale da Figueira
- Vale das Velhas
- Vale do Milho
- Vale Mourão
- Vale Perneto
- Vale Verde
- Vale do Zambujeiro
- Ventoso
- Zambujais

## Património
- Arco Manuelino
- Ermida da Senhora da Conceição
- Forno dos Milagres
- Igreja Matriz de Nossa Senhora das Neves
- Misericórdia
- Moinhos e Grutas das Corujeiras
- Nicho Seiscentista
- Palanque dos Duques de Aveiro
- Praça de Touros de Abiul